# Kraft von Palombini
Kraft Camillo Conrad Walther Scipio Freiherr (Baron) von Palombini (* 3. Dezember 1899 in Grochwitz; † 31. Dezember 1976 in Bückeburg-Petzen)  war ein deutscher Gutsbesitzer und Gegner des NS-Regimes.

## Leben
Palombini entstammte aus der Familie von Palombini und war ein direkter Nachfahre des Joseph Friedrich von Palombini. Seine Eltern waren Auguste Marie Gräfin Wilding von Königsbrück, Tochter des August Wilding von Königsbrück, und der Landrat des alten Landkreises Schweinitz, Dr. jur. Camillo Freiherr von Palombini (1862–1918). Die Hochzeit fand 1889 in Dresden statt. Die Mutter lebte als Witwe zweitverheiratet auch auf Schloss Grochwitz. Seine ältere Schwester Goessy von Palombini (1890–1955) blieb unvermählt und konvertierte zum katholischen Glauben. Kraft hatte noch eine weitere Schwester Jutta und einen Bruder Kamillo (1894–1918), der als Leutnant d. R. und als Vorerbe von Grochwitz an den Kriegsfolgen starb.
Palombini erbte vom Vater zwei Güter, Anfang der 1920er Jahre betrug die Gutsgröße seiner Besitzungen für Rahnisdorf 300 ha, Grochwitz hatte einen Umfang von 239 ha. Innerhalb der Wirtschaftskrise nach 1929 hatte Palombini enorme Schwierigkeiten die Güter zu stabilisieren und vor dem Konkurs zu bewahren. 1940 war der Hauptwohnsitz Grochwitz.
Palombini war Leutnant und Mitglied des Stahlhelm sowie der DNVP. Zum 1. August 1932 trat er der NSDAP bei (Mitgliedsnummer 1.254.941), geriet dann 1934 mit dem NS-Regime in Konflikt, wurde verhaftet und Februar 1934 aus der Partei ausgeschlossen. Palombini hielt weiter Kontakt zum Widerstand und kam 1944 erneut in Haft, Zellengefängnis Lehrter Straße, Berlin. Dies stand im Zusammenhang mit dem dreitägigen Aufenthalt des auf der Flucht befindlichen Carl Friedrich Goerdeler in Rahnisdorf, wo sich dieser seit dem 19. Juli 1944 aufhielt. Kraft von Palombini wurde zu vier Jahre Haft verurteilt.
Ein Schreiben vom 7. Oktober 1945 des Landrates, auf Befehl des sowjetischen Kreiskommandanten von Herzberg/Elster, verweist die Familie von Palombini des Landkreises Schweinitz.

## Familie
1922 heiratete Baron Palombini in Röhrsdorf Melitta von Carlowitz (1898–1956), Tochter des Viktor von Carlowitz und der Elsbeth Kuhlmey, Adoptivtochter der Frieda von Carlowitz, geborene von Schönberg auf Schloss Röhrsdorf. Diese Ehe wurde 1952 geschieden. Melitta ehelichte 1955 den Generalleutnant a. D. Curt Ebeling. Kraft heiratete 1956 Martha Maria Woldt, verwitwete Rathmann, und er adoptierte ihre beiden Töchter Barbara und Beate. Die Nachfahren des Kraft von Palombini sind die Angehörigen der Familie seines Sohnes Camillo Kraft Victor Claus Scipio Freiherr von Palombini (1924–2019), der eine eigene Familie gründete und guten Kontakt zur alten Heimat der Eltern pflegte. Seit 2004 ist in Rahnisdorf eine kleine Glasgedenktafel in Erinnerung an die Geschehnisse von 1944.